# Irlahülltunnel
Der Irlahülltunnel (ehemals auch: Altmühltunnel) ist, mit seiner Länge von 7.260 Metern, nach dem Euerwangtunnel der zweitlängste Eisenbahntunnel der Schnellfahrstrecke Nürnberg–Ingolstadt. Seinen Namen bekam er von der Ortschaft Irlahüll (Teil der Gemeinde Kipfenberg), welche der Tunnel unterquert. Die Röhre nimmt zwei Gleise in Fester Fahrbahn auf, die planmäßig mit einer Geschwindigkeit von bis zu 300 km/h befahren werden können.

## Verlauf
Im Tunnel steigt die Strecke in Nord-Süd-Richtung auf einer Länge von 6,2 Kilometern mit 18 ‰ Steigung um 115 Höhenmeter – von etwa 380 auf rund 500 Meter – an. Die Röhre verläuft weitgehend gerade, in der Nähe des Nordportals wurde eine Kurve in nordwestlicher Richtung trassiert.

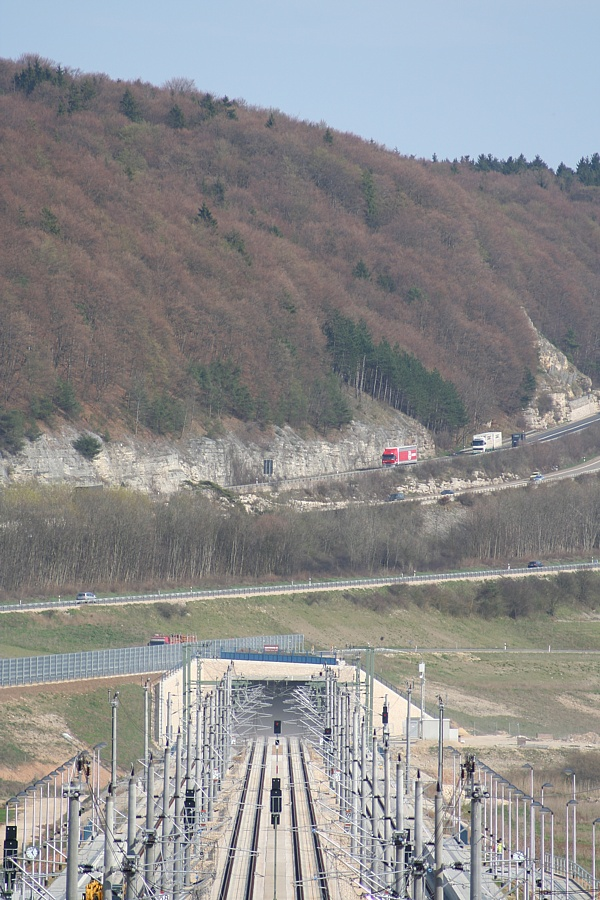
Nordportal mit Bahnhof Kinding und darüber verlaufender Autobahn

Im Bereich des Nordportals unterquert der Tunnel die Bundesautobahn 9. Es ist neben dem Stammhamtunnel die zweite Unterquerung der Fernstraße. Unmittelbar nördlich schließt sich der Regionalbahnhof Kinding (Altmühltal) mit der Altmühltalbrücke an. Eine Besonderheit sind die Bahnsteiggleise, die noch im nördlichen Tunnelportal an Weichen von den beiden Hauptgleisen abzweigen. In der Nähe des Südportals liegt das Unterwerk Denkendorf, eines von zwei Umspannwerken der Schnellfahrstrecke.
Aufgrund der starken Steigung können die Züge Richtung Ingolstadt/München ihre Höchstgeschwindigkeiten in der Regel nicht halten. So verlässt ein mit 300 km/h am Nordportal eingefahrener ICE 3, selbst bei maximaler Traktion, das obere (südliche) Portal mit „nur“ etwa 270 km/h. In Richtung Nürnberg fahrende Züge erreichen im „Irlahüll“ dagegen in der Regel erstmals ihre Höchstgeschwindigkeit (beim ICE 3: 300 km/h).

### Geologie und Hydrologie
Der Tunnel verläuft fast vollständig in Schichten des Weißen Juras. Im Bereich des Nordportals werden quartäre, am Südportal tertiäre Schichten durchfahren. Auf einer Länge von 5,4 km (Planungsstand von 1999) wird massiger Dolomit und Kalk durchfahren, das bereits in der Planungsphase ausgeprägte Verkarstung erwarten ließ.
Der Grundwasserspiegel liegt in der nördlichen Hälfte des Tunnels weitgehend über dem Bauwerk, im Südabschnitt liegt das Bauwerk darüber.

## Geschichte

### Hintergrund
In einem vertraulichen Gutachten des Bayerischen Landesamtes für Umweltschutz zum Vergleich der Ingolstadt- und Augsburg-Variante sprach sich die Behörde Mitte 1990 unter anderem aufgrund schwerwiegender Eingriffe in das Anlauter- und Altmühltal gegen die Ingolstadt-Variante aus. Der Irlahülltunnel war dabei mit einer Länge von 7,1 km geplant.

### Planung
Das Bauwerk war Teil des Planfeststellungsabschnitts 53 der Neubaustrecke. Es war dabei Teil des 18,4 km langen und 327 Millionen Euro teuren (Stand: 1999) Bauloses Mitte der Neubaustrecke, mit dessen Realisierung das Unternehmen Hochtief beauftragt wurde.
Anfang der 1990er Jahre war der Tunnel mit einer Länge von 7170 m geplant. Mitte 1994 war der Tunnel mit einer Länge von 7260 m und einer Längsneigung von bis zu 20 Promille geplant. Im Herbst 1995 wurde mit dem Baubeginn des Haupttunnels für Frühjahr 1996 und mit dessen kommerzieller Inbetriebnahme im Jahr 2002 gerechnet.
Bereits 1999 war das Bauwerk mit der später realisierten Länge von 7260 m geplant.
Die Bauzeit war von 1998 bis 2002 geplant.

### Bau
Der einröhrige Tunnel wurde in Spritzbetonbauweise bergmännisch errichtet.
Mitte Oktober 1995 war ein geologischer Erkundungsstollen rund 100 m vorgetrieben. Der tägliche Vortrieb betrug rund 5 m. Der 610 m lange Stollen trifft im rechten Winkel auf den Fahrtunnel und war Mitte 1999 fertiggestellt. Das Bauwerk dient heute als Notausgang 4.
Ende November 1998 fand die erste vorbereitende Sprengung statt. Der Vortrieb erfolgte ab März 1999 vom Erkundungsstollen in beide Richtungen. Ab Mai des gleichen Jahres wurde ein Voreinschnitt am Südportal, einen Monat später auch vom Norden gebaut. Das Nordportal wurde in offener Bauweise errichtet, die anschließende Unterfahrung der A9 erfolgte im Ulmenstollenvortrieb.
Als Tunnelpatin fungierte Roswitha Wiesheu, die Ehefrau des damaligen Bayerischen Wirtschafts- und Verkehrsministers Otto Wiesheu.
Der bergmännische Vortrieb erfolgte ab Mitte Juni 1999 im Süden und ab Mitte Oktober im Norden. Der Durchschlag zwischen dem Zwischenangriff (Notausgang 4) und dem Nordabschnitt erfolgte Mitte Juli, im Südabschnitt am 13. November 2000.
Der symbolische Baubeginn wurde am 21. September 1999 gefeiert. Die Bauarbeiten sollten dabei Anfang 2003 abgeschlossen werden. Beim Vortrieb zeigte sich bis Ende März 2000, dass die Lage und Struktur der Verkarstung die in den vorausgegangenen geologischen Erkundungsprogrammen prognostizierten Daten übertrafen. Im Laufe der Baumaßnahmen kam es auch zu wenigstens einem Tagesbruch an der Geländeoberfläche.
Ende März 2000 verunglückte ein 52-jähriger Arbeiter tödlich, als er zu Fuß in den Tunnel lief und etwa 250 m vom Portal entfernt von einem Muldenkipper erfasst wurde.
Während der Vortriebsarbeiten erwies sich Lage, Struktur der Verkarstungen, aber auch die Ausmaße der damit verbundenen Hohlräume als größer, als anhand der vorausgehenden geologischen Erkundungsprogramme erwartet. Im Jahr 2000 wiesen die Baufirmen darauf hin, dass die vorgefundenen Gebirgsstrukturen nicht so tragend wie angenommen gewesen seien.
Die Angriffe für die nördlichen Notausgänge 1 (385 m) und 2 (745 m) erfolgten ab Juli und August 1999. Der Vortrieb im Bereich Süd wurde Ende 2000 abgeschlossen. Ab Dezember 2000 erfolgte eine Karstsanierung.
Die Verzögerungen infolge der geologischen Probleme gelten als maßgebliche Ursache für die verzögerte Inbetriebnahme der Strecke. Mitte 2001 war bereits absehbar, dass der damals noch offiziell für 2003 geplante kommerzielle Inbetriebnahme der Strecke nicht eingehalten werden könnte. Von der Deutschen Bahn beauftragte Wirtschaftsprüfer kamen zu dem Ergebnis, dass die Kalkulation schöngerechnet worden und der Zeitplan viel zu optimistisch gewesen sei.
Für den Fahrtunnel wurden rund 944.000 m³ Material ausgebrochen sowie etwa 365.000 m³ Beton und 8.800 t Bewehrungsstahl eingebracht.

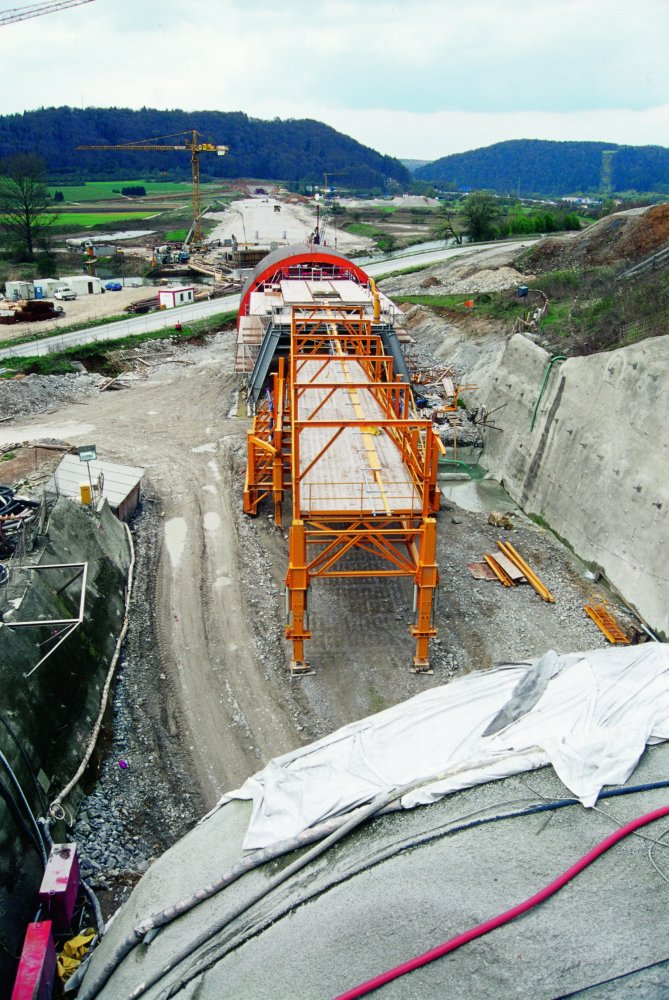
Bauarbeiten am Nordportal (etwa 2000)
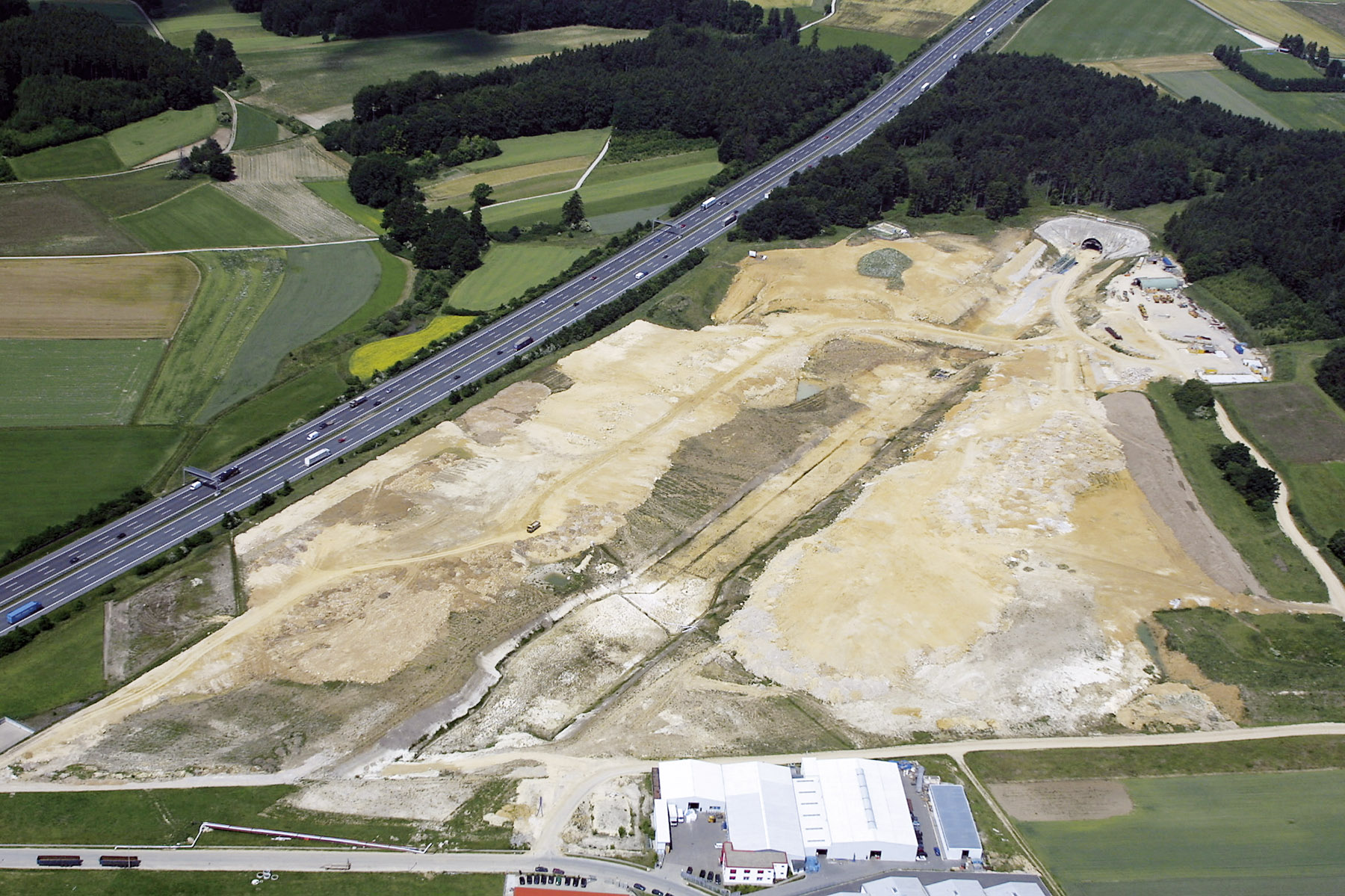
Südportal mit Erdbauarbeiten im Übergang zum Denkendorftunnel (2001)
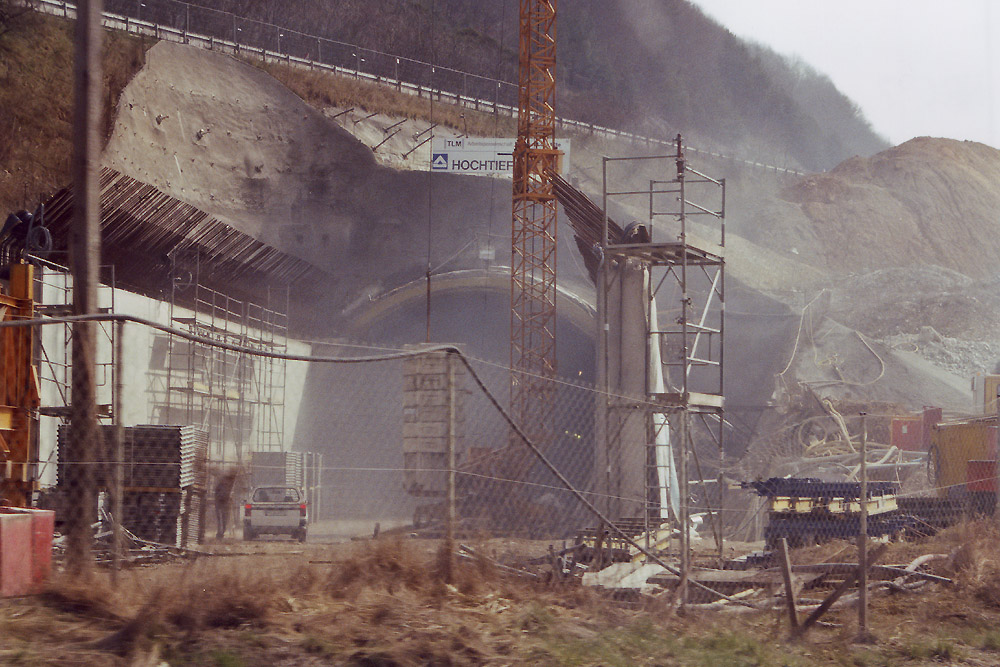
Das Nordportal während der Bauphase im Jahre 2003

#### Karstproblematik
Der Irlahülltunnel führt durch ca. 5,5 Kilometer karstanfälliges Kalkgestein. Die Verkarstung des Jurakalksteins war in diesem Bereich sehr viel ausgeprägter und häufiger anzutreffen als dies die Vorerkundungen hatten vermuten lassen. Im Zuge des Vortriebes stieß man immer wieder auf Karsthöhlen. An einer Stelle kamen Höhlenforscher zum Einsatz, die sich in einen 48 m seitlich unterhalb der Kalottensohle liegenden Karsthohlraum abseilten und dort auf einen unterirdischen Bach stießen.
Während des Vortriebs wurden 18 größere Karststrukturen angefahren. Die aufgefundenen Hohlräume wiesen Größen von 10 bis zu mehreren hundert Kubikmetern auf. Sieben Hohlräume wurden offen, die übrigen elf zumindest teilweise verfüllt. Für stabilisierende Injektionen kamen 13.000 Bohrmeter mit rund 25.000 m³ Injektionsgut zum Einsatz. Daneben wurden auch Betonplomben verwendet, um die Statik des Tunnels dauerhaft zu sichern.
Die Karstproblematik führte zu erheblichen Bauzeitverzögerungen und Kostensteigerungen. Besonders aufwändig waren die damit verbundenen Sonderkonstruktionen für die Innenschale und den Fahrweg. Neben dem Irlahülltunnel gab es auch beim Bau der Tunnel Stammham und Geisberg Probleme mit Verkarstung.
Kritiker bemängeln, dass eine starke Verkarstung des Gebirges zu erwarten war und daher eine umfassende Auswertung von Erfahrungen und Vorerkundung vor Beginn des Baumaßnahmen notwendig gewesen wäre. So sei über die Erfahrungen der ungleich intensiveren Baugrunderkundung der Neubaustrecke Wendlingen–Ulm bereits 1991 vorgetragen worden. Am Irlahülltunnel wäre ein Erkundungsstollen unverzichtbar gewesen.

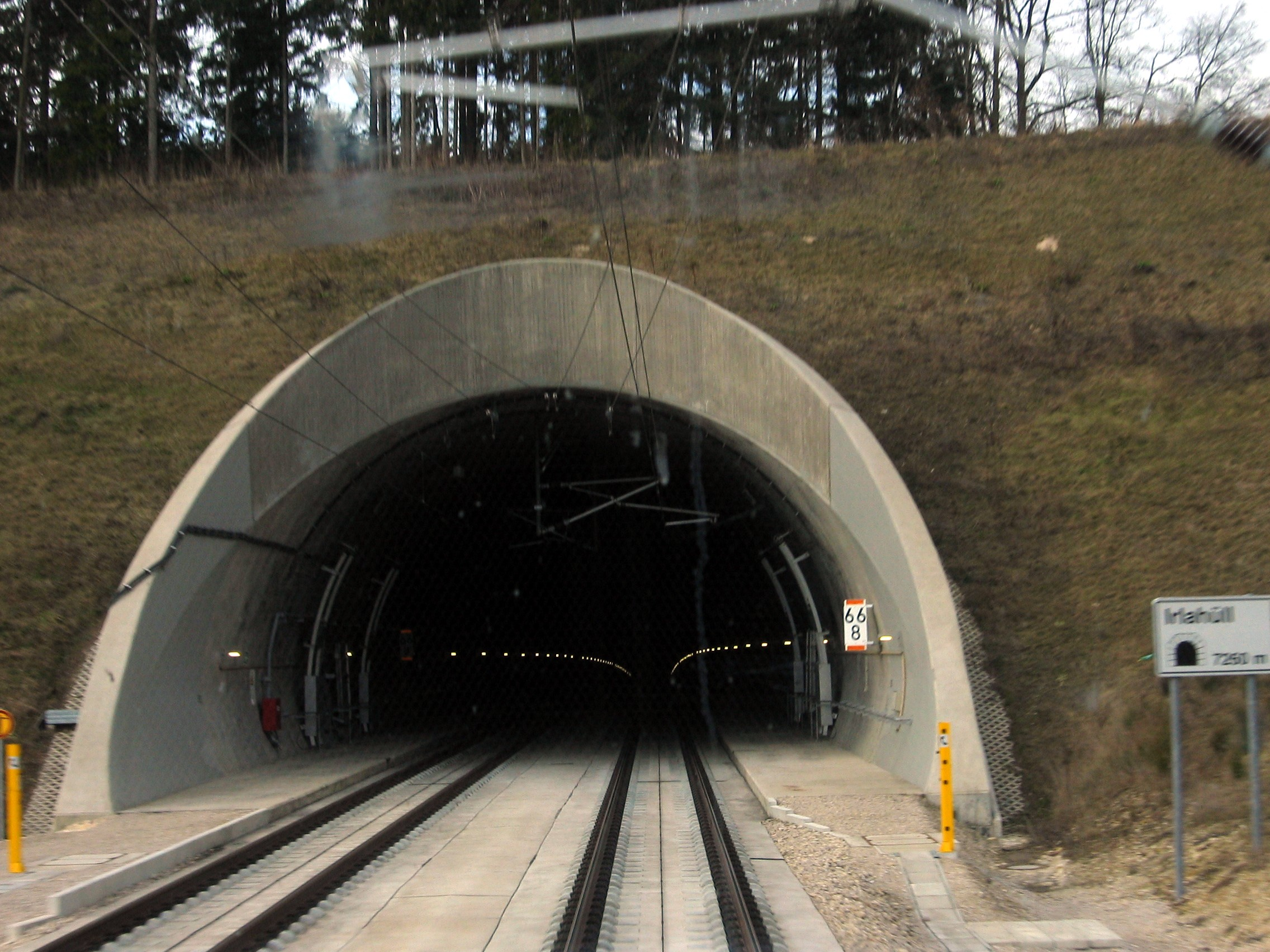
Blick in den Tunnel Richtung Norden am Südportal. Die Beleuchtung macht den langen, fallenden Streckenverlauf sichtbar
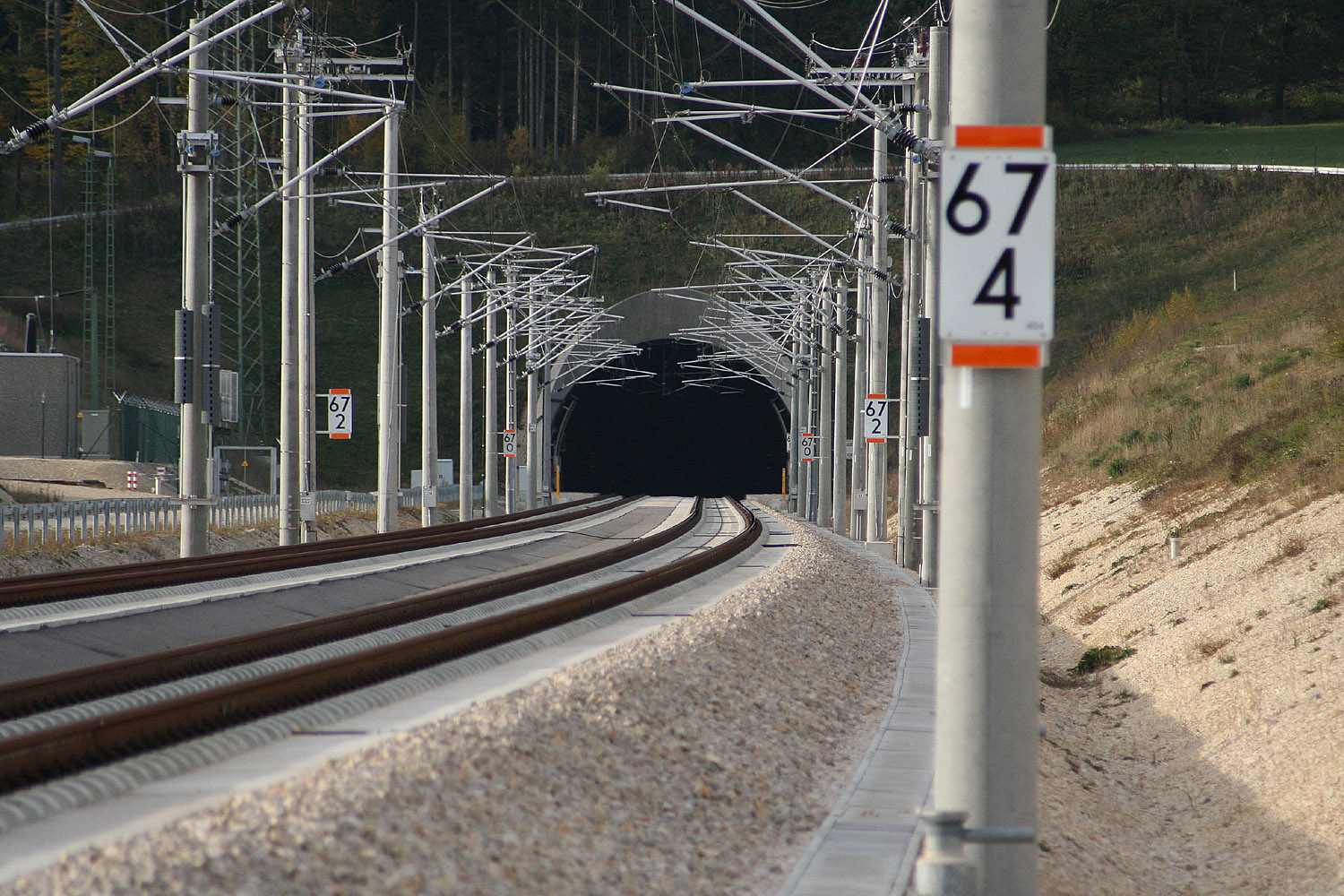
Streckenabschnitt vor dem Südportal
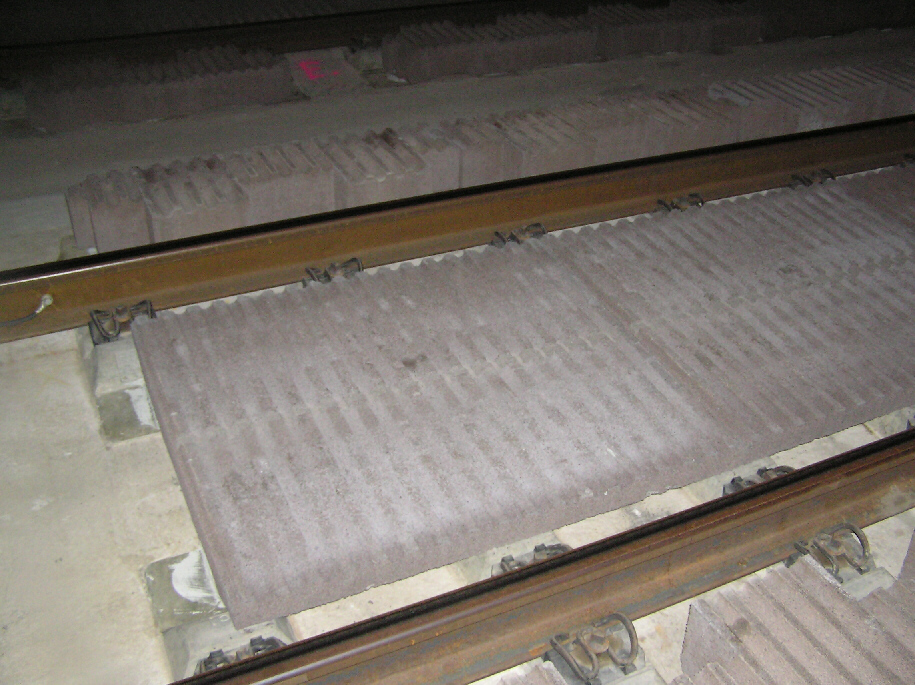
Schallabsorber auf Fester Fahrbahn
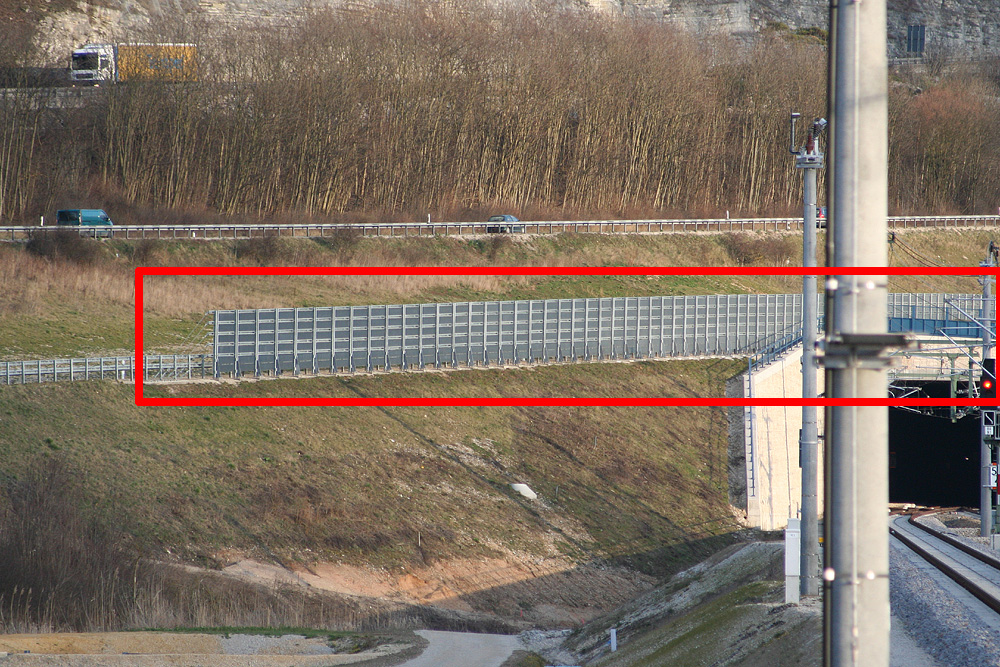
Stahlplanken (LARS) zum Schutz vor herabfallenden Ladungsteilen am Nordportal

### Inbetriebnahme und Betrieb
An den Tunneln Irlahüll und Euerwang wurde bei Testfahrten 2005, erstmals in Deutschland, der Tunnelknall beobachtet. Als Gegenmaßnahme wurden poröse, geriffelte Schallabsorber-Platten zwischen den Schienen befestigt. Trotz dieser Maßnahme kann man am Südportal bei ICE-3-Zügen mit 300 km/h einen leichten Tunnelknall vernehmen.
Mitte Juli 2010 fand eine Rettungsübung im Tunnel statt. Simuliert wurde der Zusammenstoß eines mit etwa 85 Personen besetzten ICE 3 mit einem Gegenstand.
Aufgrund des stark kalkhaltigen Wassers in der Umgebung des Tunnels ist eine stetige Spülung und Überprüfung der Drainage erforderlich. Zu diesem Zweck befährt nachts regelmäßig ein Zweiwegefahrzeug das westliche Gleis.

## Sicherheitskonzept
Das Bauwerk ist mit neun Notausgängen ausgestattet, die in drei Stollen und zwei (vertikale) Schächte münden.
Die Notausgänge im Einzelnen:
- Der nördlichste Notausgang 1 führt beim Strecken-km 60,594 nach einem 12 m langen Gang mit Schleuse über einen 385 m langen begehbaren Stollen in südwestlicher Richtung aus dem Fahrtunnel. An die Oberfläche tritt die Röhre bei 48° 58′ 46,1″ N, 11° 23′ 33,2″ O, an der Verbindungsstraße zwischen Kinding und Kemathen (Ortsteil der Gemeinde Kipfenberg)
- Weiter südlich führt an derselben Straße Notausgang 2 bei 48° 58′ 32,1″ N, 11° 23′ 45,2″ O an die Oberfläche. Den Fahrtunnel beim Strecken-Km 61,564 verlassend führt ein befahrbarer Stollen von 745 m Länge in nordwestlicher Richtung aus der Röhre. Ebenfalls ist eine 12 m lange Schleuse vorgeschaltet.
- Die Notausgänge 3a (Km 62,564), 3b (Km 62,964) und 4 (Km 63,589) sind über einen westlich parallel zum Fahrtunnel verlaufenden befahrbaren Parallelstollen von 1019 m Länge miteinander verbunden; zwei Schleusen sind in dem Stollen installiert. In der Nähe des Notausgangs vier führt ein 560 m langer befahrbarer Stollen bei 48° 57′ 31″ N, 11° 25′ 12″ O an der Straße zwischen Kipfenberg und Buch (Ortsteil ebendieser Gemeinde) westlich der A 9, an die Oberfläche.
- Der nördlich gelegene Ausgang 5a (Km 64,562) und der südlich gelegene 5b (Km 64,687) sind über einen 138 m langen östlich parallel zum Fahrtunnel verlaufenden begehbaren Stollen miteinander verbunden. Auf Höhe des Ausgangs 5a führt ein 49 m hoher runder Schacht von 8,0 m Durchmesser an die Oberfläche. Die Oberfläche wird bei 48° 57′ 23,5″ N, 11° 26′ 1,8″ O zwischen Gelbelsee und Buch (Gemeinde Kipfenberg) erreicht.
- Die beiden südlichsten Ausgänge aus dem Fahrtunnel, 6a (Km 65,687) und 6b (Km 65,824), sind über einen 150 m langen begehbaren östlich parallel zur Röhre verlaufenden Stollen miteinander verbunden. Auf Höhe des Ausgangs 6a führt ein runder Schacht von 34 m Höhe und 8,0 m Durchmesser bei 48° 56′ 55,5″ N, 11° 26′ 37,1″ O am Ortsrand von Gelbelsee an die Oberfläche.

Die beiden Schächte wurden aufgrund ihrer Höhe von über 30 m mit einem Aufzug ausgerüstet. Einschließlich der Parallelstollen wurden insgesamt 2.960 Meter Rettungsstollen angelegt.

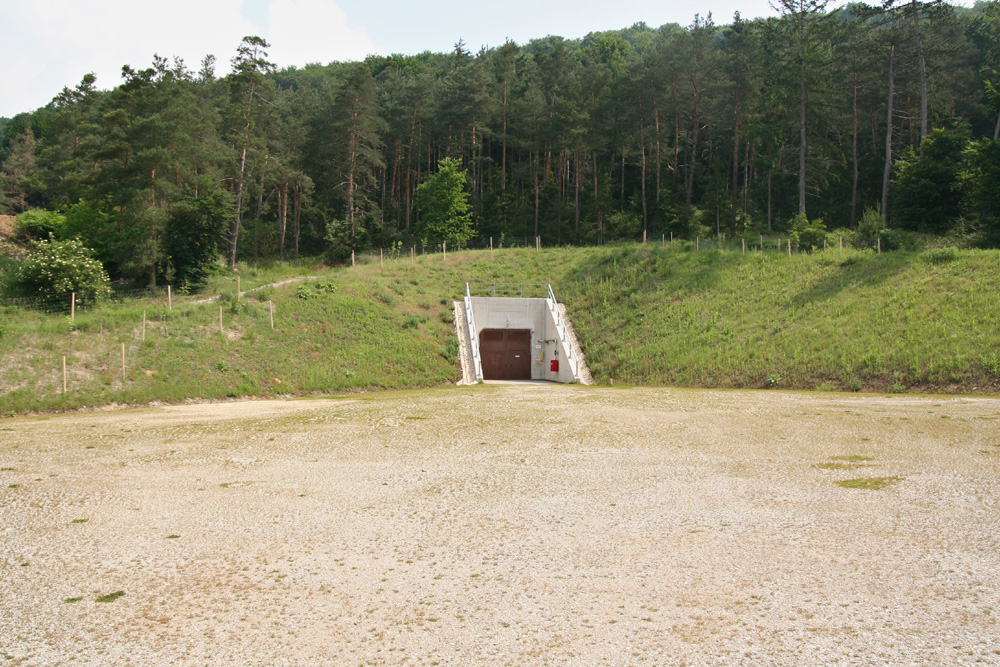
Notausgang 1 mit Rettungsplatz
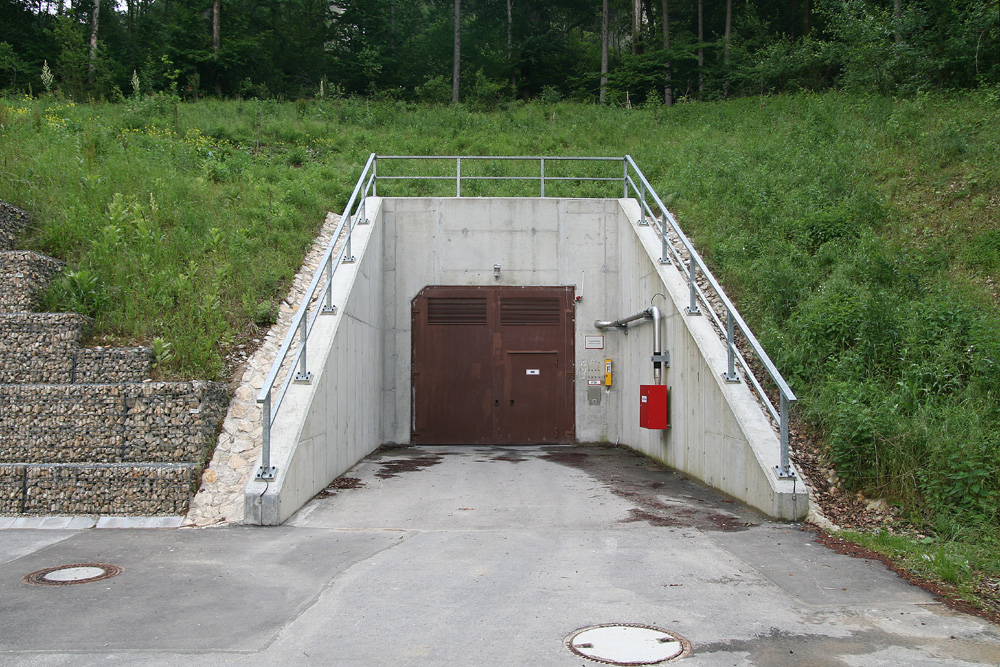
Notausgang 2
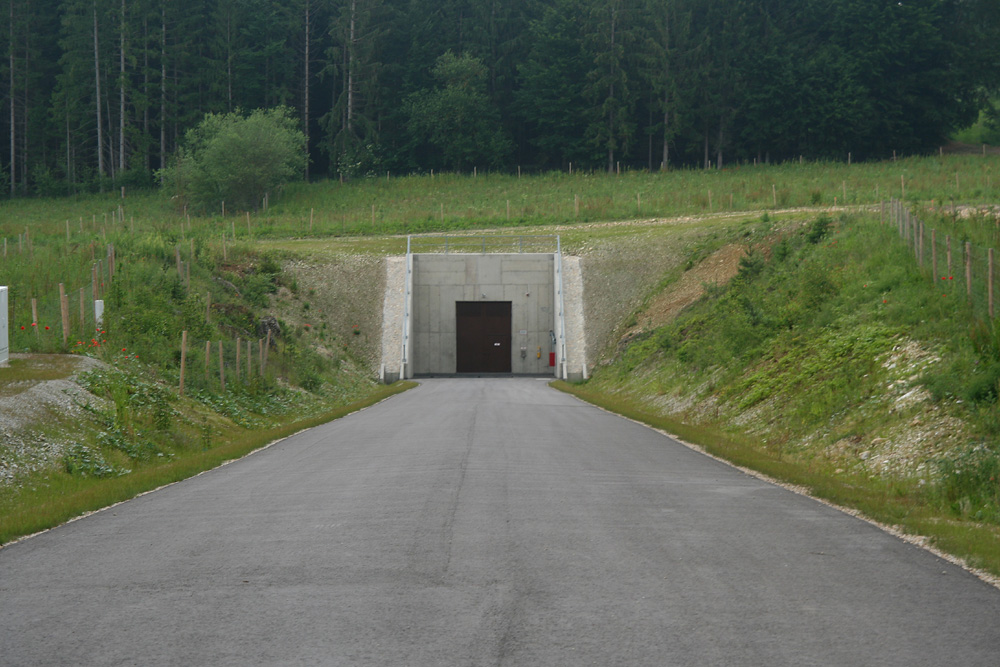
Zugang zum Rettungsstollen der Notausgänge 3a, 3b und 4
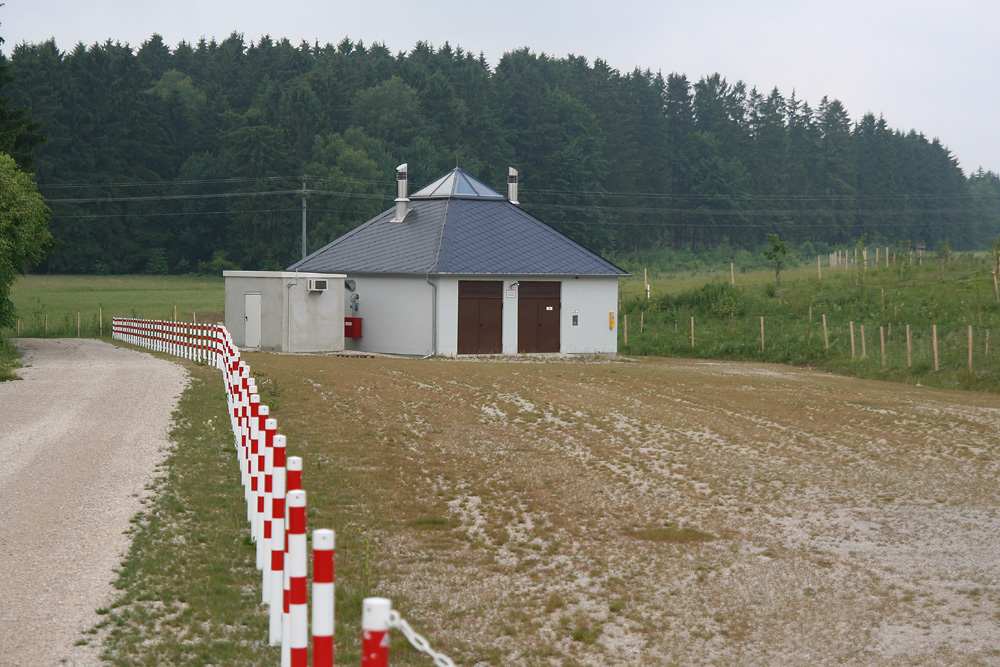
Notausgangsgebäude der Notausgänge 5a und 5b mit vorgelagertem Rettungsplatz
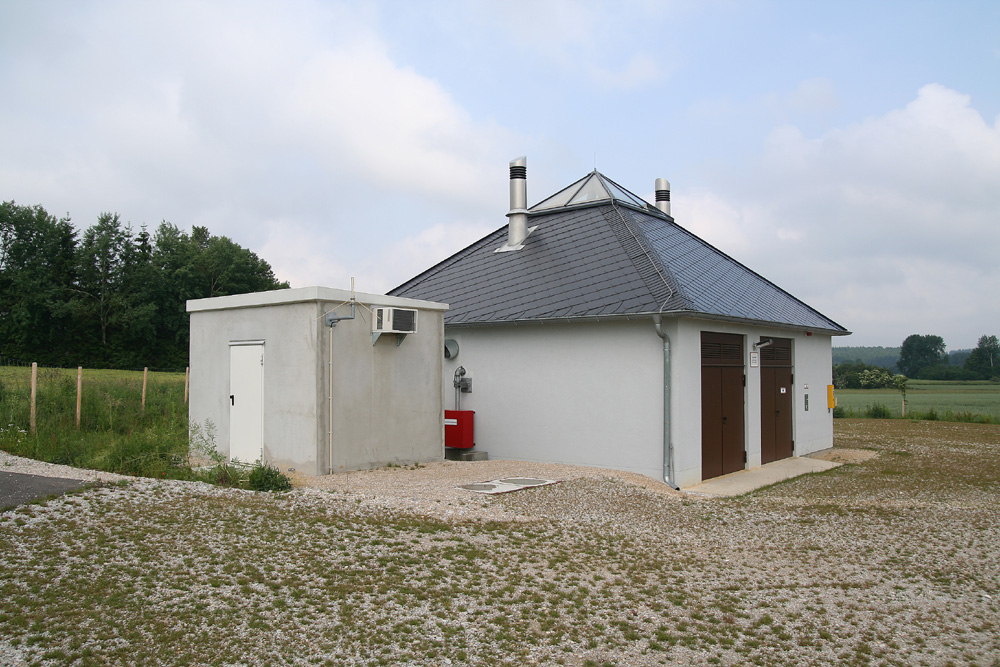
Notausganggebäude der Notausgänge 6a und 6b

Über das Nordportal führt eine Straße. Zum Schutz vor herabfallenden Ladungsteilen von Lkw wurden dabei neben Schutzplanken drei Meter hohe Stahlplanken errichtet (so genanntes Ladungs-Abwurf-Rückhalte-System, LARS). Die Sicherheitsbeleuchtung ist im Regelbetrieb ausgeschaltet.
Siehe auch: Sicherheitskonzept der Strecke

## Kosten
Die Baukosten werden in einer Quelle mit etwa 100 Millionen Euro netto angegeben. Eine andere Quelle beziffert die Baukosten auf 260 Millionen D-Mark (rund 132 Millionen Euro).
Der vorläufige Auftragswert für das gesamte, 18,35 km lange Los Mitte, wurde um 1999 mit 638 Millionen DM bzw. 327 Mio. Euro angegeben.
Die Kosten für den Erkundungsstollen wurden zunächst auf siebeneinhalb Millionen DM geschätzt und lagen, aufgrund günstiger Trageigenschaften des umgebenden Gebirges, im Oktober 1995 bei geschätzten sechs Millionen DM.
Die Kosten des Tunnelbauwerks sind der Bundesregierung nicht bekannt.